# 神様家族
『神様家族』（かみさまかぞく）は、桑島由一による日本のライトノベル、また同作品を原作にしたメディアミックス作品。イラストはヤスダスズヒトが担当。MF文庫J（メディアファクトリー）より2003年6月から2008年1月まで刊行された。2007年3月時点で原作小説の累計部数は50万部を突破している。
『月刊コミックフラッパー』（メディアファクトリー）にてたばりによるコミカライズが連載された。

## あらすじ
神山佐間太郎は神様の息子である。人間のことをよく知って立派な神様になるため、神様である父・治（パパさん）、女神の母・ビーナス（ママさん）、女神候補の姉・美佐と妹・メメ、お目付け役天使のテンコたちと、東京都の世田谷区にある築25年の一軒家で暮らしている。
過保護なパパさんの神の奇跡のおかげで、幼い頃から欲しいと心の中で願ったものはすぐ手に入る生活を送っている佐間太郎は、自己中心的で無気力な性格になり、家族から干渉される毎日に嫌気がさしている。そんな様子を心配するテンコとは、神様とお目付け役天使という関係からいつも言い合いになるが、一方でお互いがお互いを心の支えに感じている。
そんなある日、自分たちのクラスに美少女・小森久美子が転校してくる。今まで人間の女の子に興味のなかった佐間太郎は、彼女に一目惚れ。その様子にショックを受けたテンコは、自分が佐間太郎に恋していることに気づく。
しかし、パパさんの「神の奇跡」の力で、久美子からいきなり告白され色気でせまられた佐間太郎は、自分の力だけでこの初恋を実らせたいと願い、その結果正気に戻った久美子から平手打ちされ落ち込む。その様子を見ていたテンコは、自分の気持ちを押し隠して、佐間太郎の恋を応援しようと決意する。

## 登場人物
神山 佐間太郎（かみやま さまたろう）
声 - 岸尾大輔
本作の主人公。神様の息子で菊本高等学校に通う高校1年生。人間の事を学んで立派な神様になるため家族と一緒に暮らしているが、パパさんの神の奇跡で幸運に恵まれた生活を送っているため無気力でわがままな性格をしている。愛情たっぷりで接してくる家族をうるさく思いながらもどこか甘えたところがあり、いつも心配してくれるテンコに対しても素直な気持ちで接することができないでいる。思春期特有の女の子への興味も持っており、ブルマーが好きだったり女子更衣室を覗いたりしたこともある。
父のように願いを叶えたりする力（奇跡）等は無く、家族内でのテレパシーが使える程度でほとんど人間と変わらない。パパさん曰く、神様と言っても未熟だから｢仮免｣らしい。
テンコ
声 - 小清水亜美
本作のヒロイン。佐間太郎のお目付け役として天界から地上に降りてきた天使。苗字は存在しない。住み込みで神山家の家事全般をこなし、佐間太郎と同じ学校に通っている。天界にいた頃は年上だったことを理由に佐間太郎にはちょっと偉そうにしており気に入らない事があると口より先に手や足が出てしまうが、佐間太郎のお目付け役として一緒にいられることに生き甲斐と幸せを感じている。行動的で明るい性格のため密かに学校の男子に人気があるが、周りからは佐間太郎の彼女だと思われている。佐間太郎に対して恋心を抱くが、神様と天使が結ばれることはないと思い佐間太郎の恋を全力でサポートしようとする。が、時々嫉妬でうまくいかないこともある。
小森 久美子（こもり くみこ）
声 - 前田愛
本作のもう1人のヒロイン。菊本高校に転校してきた美少女。ミステリアスで淑やかな印象だが、佐間太郎に平手打ちしたり大胆な水着を選んだりとイメージとは違う一面も見せる。病弱な母親の面倒を見るため頻繁に転校をしており、友達が出来ないのが悩み。佐間太郎の家族のお節介により色々な奇跡に振り回される目にあう。
母・フミコの命令で佐間太郎の命を奪うために近づいたが、彼と一緒にいるうちに悪魔でありながら彼の事を好きになってしまう。その後も母に何度も強制されるも佐間太郎の事を好きな気持ちを捨てきれず、彼に全てを話して助けを求める。
神山 治（かみやま おさむ）
声 - 江原正士
現在の神様で佐間太郎の父。通称「パパさん」。佐間太郎の修行の為に世田谷に築25年の一戸建てを構えて人間のふりをして暮らしている。ママさんとはいつもラブラブ状態で家族一人一人を愛しているが、他の姉妹と違ってなかなか感情を露にしない佐間太郎の助けになろうとして佐間太郎のふと頭に浮かんだどんな小さな願いも神の奇跡で強引にかなえてしまう。しかし、時たま佐間太郎に試練を与えたり地上を見守ったりと神様らしい一面も持っている。
天界では地球の天候を管理したり天の川を流れる七夕の短冊を釣り上げて願いを叶えてあげるなど神様らしい仕事をしているが、暇な時にビールを片手に野球観戦したり願い事を違う人に叶えてしまったりするなど間の抜けたところもある。
神山 ビーナス（かみやま ビーナス）
声 - 葛城七穂
現在の女神で佐間太郎の母。通称「ママさん」。3児の母とは思えない程の若々しさと美貌の持ち主で佐間太郎を溺愛している為、いつもエキセントリックなことをしては佐間太郎にうるさがれている。テンコを含め佐間太郎に近づく女は全て敵視している。人一倍美貌を気にしているため「おばさん」と言われた時の怒りも凄まじく誰にも手が付けられなくなる。
基本的には佐間太郎を溺愛し甘やかすばかりだが、時には佐間太郎を叱りつけるという厳しい一面や佐間太郎が悪に取り込まれないように諭すといった一面も持っている。
神山 美佐（かみやま みさ）
声 - 冬馬由美
次期女神候補で佐間太郎の姉。佐間太郎と同じ学校に通い学校のマドンナ的存在として淑やかに振る舞うが、家ではタンクトップとパンツ1枚で歩き回ったり風呂に入ることを面倒臭がるオヤジ的な性格に戻る。
女神や女神候補の持つ「女神の吐息」で人間を誘惑して思い通りに動かすことができ、時々佐間太郎を誘惑してからかっている。
神山 メメ（かみやま メメ）
声 - 神田朱未
次期女神候補で佐間太郎の妹。無表情で口数も少なく何を考えているのか分からない暗くてクールな小学生。ママさんや美佐に付き合わされてコスプレを着たり、佐間太郎の恋愛を手伝ったりしている。家族の影響で年齢とはかけ離れた態度や発言をしては佐間太郎やテンコに注意されるが本人はよく分かっていない。神様家族には天界にいた時よりも前の世界という謎が存在する。メメは3人の兄妹の中で最初に前の世界に気づき、また他人の前の世界を感じることもできるらしい。
霧島 進一（きりしま しんいち）
声 - 三浦祥朗
佐間太郎の人間の親友。佐間太郎とは幼稚園からの付き合いで今は菊本高校のクラスメート。佐間太郎に女の子の情報を教えたり佐間太郎とテンコの仲を羨ましく思い、からかったりしてはテンコに殴られたりしている。女の子に弱い明るいお調子者でムードメーカーだが、女の子の話ばかりしたり女子更衣室を覗かせるなど佐間太郎に悪影響を与えるとしてテンコからは厄介者扱いされている。
橘 愛（たちばな あい）
声 - 能登麻美子
佐間太郎の隣のクラスの女の子。夏休み前は大人しい性格で目立たず佐間太郎とは面識は無かったがある事件をきっかけに佐間太郎達と知り合い、ラブレターを渡した進一と親しい関係になる。本人は付き合っていないと言うが進一が他の女の子に目移りする度に機嫌を損ねたりしている。
スグル
声 - 高戸靖広
大天使。通称「スーさん」。テンコの部屋にあったブタの貯金箱に宿っている。そのためお金を入れられるとつい合計金額を喋ってしまい五百円硬貨を入れるとおみくじを口から出してもらえる。佐間太郎に神の息子としての自覚を持たせ見守るという天使の務めをテンコに再認識させ行動を共にするが、神山家の家族にはその正体に何故か気づいてもらえない。実はテンコの父親であるがパパさんに頼んで内緒にしてもらっている。
ルル
声 - 幼少期・金田朋子 / 少女期・広橋涼
ある朝、神山家の前に置き去りにされていた謎の赤ん坊。佐間太郎とテンコを両親だと思っている。5日間しか生きられないと口にし、何かある度に急激に大人に成長していく。本当の名前を思い出すまで「愛」と呼ばれていた。元々は友達のいなかった愛が大切にしていた人形であり、大切なお友達。パパさんの奇跡によって5日間だけ人間の命を与えられた。
小森 フミコ（こもり フミコ）
声 - 國府田マリ子
久美子の母。病弱でいつも布団で寝ており、久美子の介護を受けている。フミコの正体は久美子と同じ悪魔であり巨大な鎌や包丁を振り回す等、凶暴な性格。久美子を一人前の悪魔にする為に人の魂を摂取しなければ自分（＝フミコ）が一日一歳年老いてしまうと久美子を騙し、人間の魂を集めさせている。
日村 あかね（ひむら あかね）
ゲームでのみ登場するオリジナルキャラクター。いつも無表情で感情をあまり表に出さない。幼いころに両親を失い、現在はひとり暮らしをしている。母親の形見である“バトン”を、いつも大切に持ち歩いている。

## 既刊一覧

### 小説
- 桑島由一（著）・ヤスダスズヒト（イラスト）、メディアファクトリー〈MF文庫J〉、全9巻
  - 『神様家族』2003年6月25日発売[8]、ISBN 4-8401-0810-2
  - 『神様家族 2 発育少女』2003年9月25日発売[9]、ISBN 4-8401-0871-4
  - 『神様家族 3 桃色貯金』2003年11月25日発売[10]、ISBN 4-8401-1034-4
  - 『神様家族 4 シャボン玉ホリデー』2004年2月25日発売[11]、ISBN 4-8401-1034-4
  - 『神様家族 5 恋愛体操』2004年8月25日発売[12]、ISBN 4-8401-1134-0
  - 『神様家族6 鉄棒工場』2005年4月25日発売[13]、ISBN 4-8401-1253-3
  - 『神様家族 7 新型握手』2005年12月22日発売[14]、ISBN 4-8401-1453-6
  - 『神様家族 8 おはよう！ こどもショー』2006年4月25日発売[15]、ISBN 4-8401-1531-1
  - 『神様家族Z 仮免天国』2008年1月25日発売[16]、ISBN 978-4-8401-2129-3

### 漫画
- 桑島由一（原作）・たぱり（作画） 『神様家族』 メディアファクトリー〈MFコミックス フラッパーシリーズ〉、全5巻
  1. 2006年5月23日発売[17]、ISBN 4-8401-1391-2
  2. 2006年10月23日発売[18]、ISBN 4-8401-1631-8
  3. 2007年6月23日発売[19]、ISBN 4-8401-1909-0
  4. 2007年11月22日発売[20]、ISBN 978-4-8401-1972-6
  5. 2008年5月23日発売[21]、ISBN 978-4-8401-2227-6

## 評価
書評家のタニグチリウイチは『このライトノベルがすごい！2005』のコーナー「目利きが選ぶ2005年注目作家＆作品」で桑島由一『神様家族』を2位に選出しており、佐間太郎とテンコのラブコメを基本線としながらも、ピンチになると結束する家族愛がしっかりと描かれているとコメントしている。

## アニメ
2005年12月にアニメ化が発表され、2006年5月から8月までCS放送のアニマックスにて放送された。2007年1月から3月までテレビ神奈川（tvk）でも放送された。2008年10月18日から2009年1月3日までBS11デジタルでも放送された。
原作イラストを担当したヤスダスズヒトによると、東映アニメーションの担当者が原作小説を気に入っており、その担当者の熱意によってテレビアニメ化が実現したとのこと。

### スタッフ
- 原作 - 桑島由一（メディアファクトリーMF文庫J刊）[4]
- 原作イラスト - ヤスダスズヒト[6]
- シリーズディレクター - 地岡公俊[6]
- キャラクターデザイン・総作画監督 - 真庭秀明[4]
- 美術デザイン（1-5話）→美術監督（6話-） - 三木美千代[4]
- 色彩設計 - 佐久間ヨシ子[6]
- 音楽 - 武井浩之[7]
- プロデューサー - 関弘美[7]、近藤修治[7]、成毛克憲[7]、五味大輔[7]
- アニメーション制作 - 東映アニメーション[4]
- 製作 - 神様プロジェクト[6]（メディアファクトリー、東映アニメーション、アニマックスブロードキャスト・ジャパン）

### 主題歌
オープニングテーマ「Brand New Morning」
作詞 - 桑島由一 / 作曲 - カンガルー鈴木 / 編曲 - marhy、内田哲也 / 歌 - 水橋舞from原宿BJGirls
エンディングテーマ「図書館では教えてくれない、天使の秘密」
作詞 - 桑島由一 / 作曲 - marhy / 編曲 - marhy・内田哲也 / 歌 - ミラクfrom原宿BJGirls（水橋舞、工藤真由、岩城文夏）

### CDなど
- ケータイサイト「特撮アニメ♪フル」でOP/EDをフルサイズで配信。
- TACD-0001（2006年9月3日）
  - DVD発売イベントでTVサイズ収録のマキシシングルを限定販売（終了）。
- TACD-0002（2006年12月29日）
  - コミケ71でフルサイズ主題歌を含むミニアルバムを限定販売（終了）。
  - 上記以外の一般発売はされていない。

### 各話リスト
| 話数 | サブタイトル                     | 脚本     | 絵コンテ                  | 演出           | 作画監督              | 美術       |
| ---- | -------------------------------- | -------- | ------------------------- | -------------- | --------------------- | ---------- |
| 1    | 神様 信じますか?                 | 影山由美 | 地岡公俊                  | 地岡公俊       | 桑原幹根              | 三木美千代 |
| 2    | 佐間太郎 初恋モーレツ大作戦!     | 成田良美 | 福島一三                  | 桝井剛         | 杉本光司              | 三木美千代 |
| 3    | 揺れる心のルーレット             | 影山由美 | 芝田浩樹                  | 芝田浩樹       | アベ正己              | 三木美千代 |
| 4    | 天使（テンコ）の涙 輝く翼の先に… | 成田良美 | うえだひでひと            | うえだひでひと | 織岐一寛              | 三木美千代 |
| 5    | 恋の季節?!気になるアイツ?        | 小林靖子 | 上田芳裕                  | 上田芳裕       | 袴田裕二              | 三木美千代 |
| 6    | テンコの赤ちゃん                 | 吉田玲子 | 上条修                    | 安藤健         | 花井宏和              | 杦浦正一郎 |
| 7    | 発育少女                         | 金春智子 | 角銅博之                  | 角銅博之       | 佐々門信芳            | 三木美千代 |
| 8    | たいせつなおともだち             | 坂井史世 | 地岡公俊 まつもとよしひさ | 桝井剛         | 杉本光司              | 三木美千代 |
| 9    | 初恋 再び…                       | 影山由美 | 芝田浩樹                  | 深澤敏則       | アベ正己              | 三木美千代 |
| 10   | 涙のハートで桃色貯金?!           | 坂井史世 | 小林哲也                  | 徳本善信       | 織岐一寛              | 三木美千代 |
| 11   | 真夜中の少女                     | 金春智子 | 上田芳裕                  | 上田芳裕       | 袴田裕二              | 三木美千代 |
| 12   | キス                             | 吉田玲子 | 嵯峨敏 なかの☆陽          | 安藤健         | 花井宏和 こひだはじめ | 三木美千代 |
| 13   | 天使の祈り つながる 絆           | 平見瞠   | 地岡公俊                  | 地岡公俊       | 真庭秀明              | 三木美千代 |

### 放送局
| 放送地域 | 放送局       | 放送期間                | 放送日時           | 放送系列 | 備考             |
| -------- | ------------ | ----------------------- | ------------------ | -------- | ---------------- |
| 日本全域 | アニマックス | 2006年5月18日 - 8月10日 | 木曜 22:30 - 23:00 | CS放送   | リピート放送あり |

### DVD
| 巻 | 発売日         | 規格品番  |
| -- | -------------- | --------- |
| 1  | 2006年8月23日  | TOES-7001 |
| 2  | 2006年8月23日  | TOES-7002 |
| 3  | 2006年9月27日  | TOES-7003 |
| 4  | 2006年10月25日 | TOES-7004 |
| 5  | 2006年11月22日 | TOES-7005 |

### モバイル
『神様家族ANiMO』という神様家族専用のモバイルサイトにて、ムービーや、Flash待受や着メロ、デコメールなどのコンテンツが配信されていた。

## ゲーム
- 神様家族 応援願望（JANコード：4546907-30062-2）

2006年9月21日にPS2で発売。ジャンルはアドベンチャーゲーム。キャラクターボイスは無し。CERO：B（12才以上対象）。
ビジュアルノベルのような形式のゲームで、会話の途中で出現する選択肢によってストーリーが変化していく。
ファミ通の40点満点のクロスレビューでは25点。

### ゲーム主題歌
- 「きっとずっときっとね」

作詞：桑島由一 / 作曲・編曲：佐野広明 / 歌：前田愛（小森久美子）